# 全国高等学校野球選手権京滋大会
京津大会（けいしんたいかい）および京滋大会（けいじたいかい）は、1915年（第1回）から1972年（第54回）まで、府県レベルの大会にとどまった1941年（第27回）と、一府県一代表が認められた1958年（第40回）・1963年（第45回）・1968年（第50回）の各記念大会を除いて滋賀県と京都府を対象に行われていた、全国中等学校優勝野球大会および全国高等学校野球選手権大会の地方大会。
1955年（第37回）以前が京津大会、1956年（第38回）以降が京滋大会と、途中で大会名が変更された。対象となる府県が同じまま、すなわち、編成替えによらずに大会名が変更された唯一の事例である。

## 概要
50回行われ、滋賀県勢の優勝4回、京都府勢の優勝46回と、京都府勢が圧倒していた。
1931年（第17回）から各府県予選が実施されたが、1934年（第20回）までは滋賀県予選上位2校と京都府予選上位4校の6校による準々決勝ないし準決勝方式、1935年（第21回）から1940年（第26回）までは各府県予選上位2校ずつの4校による準決勝方式だった。このこともあって、26回中22回も決勝が京都府勢対決となった。なお、26回中4回の滋賀県勢決勝進出はいずれも各府県予選実施以前の大会である。1946年（第28回）以降は各府県予選勝者による決勝方式となった。
滋賀県勢の初優勝は1953年（第35回）で、同時に47都道府県中45番目に全国大会初出場を果たした。その1年後に宮崎県勢、5年後に沖縄県勢が全国大会初出場を果たしたが、宮崎県勢は計11回、沖縄県勢は計18回（うち6回は米軍統治時代）の地方大会不参加があるため、第1回大会から地方大会不参加が1回もない滋賀県勢は、全国大会初出場に要した地方大会参加回数が47都道府県中最多の34回となっている。

### 大会名変更
京津大会と称していたものの、大津商初参加の1926年（第12回）まで大津市に所在する学校が参加しておらず、滋賀師範と膳所の所在地は1933年の大津市編入以前は膳所町、比叡山の所在地は1951年の大津市編入以前は坂本村だった。
滋賀県勢初の優勝校が八日市（八日市町）となった3年後の1956年（第38回）から大会名が京滋大会に変更された。その後も1958年（第40回）は甲賀（水口町）、1963年（第45回）は長浜北（長浜市）、1967年（第49回）は守山（守山町）、1968年（第50回）は伊香（木之本町）と続き、大津市に所在する学校は全国大会に出場できずにいた。京滋大会最末期の1971年（第53回）は比叡山（大津市）、1972年（第54回）は膳所（大津市）と、2大会連続で大津市に所在する学校が優勝したが、上述の経緯がある。

### 消滅後
1973年（第56回）から、記念大会に限り行われていた京都大会が毎年行われるようになったが、滋賀県は次の記念大会までの4年間、福井県と福滋大会を編成することとなった。

## 大会結果
| 全国中等学校優勝野球京津大会   | 全国中等学校優勝野球京津大会 | 全国中等学校優勝野球京津大会 | 全国中等学校優勝野球京津大会 | 全国中等学校優勝野球京津大会 |
| 年度（大会）                   | 優勝校（代表校）             | 決勝スコア                   | 準優勝校                     | 備考                         |
| ------------------------------ | ---------------------------- | ---------------------------- | ---------------------------- | ---------------------------- |
| 1915年（第1回大会）            | 京都二中（京都）             | 5 - 0                        | 同志社中（京都）             |                              |
| 1916年（第2回大会）            | 京都二中（京都）             | 5 - 4                        | 京都一中（京都）             |                              |
| 1917年（第3回大会）            | 京都一中（京都）             | 6 - 5                        | 京都二中（京都）             |                              |
| 1918年（第4回大会）            | 京都二中（京都）             | 3 - 2                        | 京都一商（京都）             |                              |
| 1919年（第5回大会）            | 同志社中（京都）             | 3 - 2                        | 京都一商（京都）             |                              |
| 1920年（第6回大会）            | 京都一商（京都）             | 14 - 3                       | 膳所中（滋賀）               |                              |
| 1921年（第7回大会）            | 京都一商（京都）             | 5 - 1                        | 同志社中（京都）             |                              |
| 1922年（第8回大会）            | 立命館中（京都）             | 10 - 3                       | 彦根中（滋賀）               |                              |
| 1923年（第9回大会）            | 立命館中（京都）             | 7 - 2                        | 京都一商（京都）             |                              |
| 1924年（第10回大会）           | 同志社中（京都）             | 6 - 4                        | 立命館中（京都）             |                              |
| 1925年（第11回大会）           | 東山中（京都）               | 10 - 1                       | 同志社中（京都）             |                              |
| 1926年（第12回大会）           | 東山中（京都）               | 7 - 4                        | 京都二商（京都）             |                              |
| 1927年（第13回大会）           | 平安中（京都）               | 7 - 1                        | 京都一中（京都）             |                              |
| 1928年（第14回大会）           | 平安中（京都）               | 28 - 2                       | 膳所中（滋賀）               |                              |
| 1929年（第15回大会）           | 平安中（京都）               | 14 - 1                       | 京都師範（京都）             |                              |
| 1930年（第16回大会）           | 平安中（京都）               | 20 - 2                       | 膳所中（滋賀）               |                              |
| 1931年（第17回大会）           | 平安中（京都）               | 6 - 2                        | 京都師範（京都）             |                              |
| 1932年（第18回大会）           | 京都師範（京都）             | 3 - 0                        | 京都一中（京都）             |                              |
| 1933年（第19回大会）           | 平安中（京都）               | 13 - 0                       | 舞鶴中（京都）               |                              |
| 1934年（第20回大会）           | 京都商（京都）               | 7 - 0                        | 平安中（京都）               |                              |
| 1935年（第21回大会）           | 平安中（京都）               | 10 - 6                       | 京都一商（京都）             |                              |
| 1936年（第22回大会）           | 平安中（京都）               | 21 - 1                       | 京都一商（京都）             |                              |
| 1937年（第23回大会）           | 平安中（京都）               | 3 - 2                        | 京都三商（京都）             |                              |
| 1938年（第24回大会）           | 平安中（京都）               | 14 - 2                       | 京都師範（京都）             |                              |
| 1939年（第25回大会）           | 京都商（京都）               | 5 - 2                        | 平安中（京都）               |                              |
| 1940年（第26回大会）           | 京都商（京都）               | 5 - 1                        | 平安中（京都）               |                              |
| 1941年（第27回大会）           | （中止）                     | （中止）                     | （中止）                     | （中止）                     |
| 1946年（第28回大会）           | 京都二中（京都）             | 3 - 0                        | 膳所中（滋賀）               |                              |
| 1947年（第29回大会）           | 京都二商（京都）             | 5 - 2                        | 彦根中（滋賀）               |                              |
| 全国高等学校野球選手権京津大会 |                              |                              |                              |                              |
| 年度（大会）                   | 優勝校（代表校）             | 決勝スコア                   | 準優勝校                     | 備考                         |
| 1948年（第30回大会）           | 西京商（京都）               | 3 - 2                        | 彦根東（滋賀）               |                              |
| 1949年（第31回大会）           | 平安（京都）                 | 8 - 4                        | 中央八幡（滋賀）             |                              |
| 1950年（第32回大会）           | 山城（京都）                 | 6 - 0                        | 八幡（滋賀）                 |                              |
| 1951年（第33回大会）           | 平安（京都）                 | 11 - 0                       | 八日市（滋賀）               |                              |
| 1952年（第34回大会）           | 山城（京都）                 | 6 - 2                        | 瀬田（滋賀）                 |                              |
| 1953年（第35回大会）           | 八日市（滋賀）               | 7 - 3                        | 西舞鶴（京都）               |                              |
| 1954年（第36回大会）           | 平安（京都）                 | 6 - 2                        | 大津東（滋賀）               |                              |
| 1955年（第37回大会）           | 立命館（京都）               | 7 - 3                        | 八幡商（滋賀）               |                              |
| 全国高等学校野球選手権京滋大会 |                              |                              |                              |                              |
| 年度（大会）                   | 優勝校（代表校）             | 決勝スコア                   | 準優勝校                     | 備考                         |
| 1956年（第38回大会）           | 平安（京都）                 | 5 - 4                        | 膳所（滋賀）                 |                              |
| 1957年（第39回大会）           | 平安（京都）                 | 6 - 2                        | 膳所（滋賀）                 |                              |
| 1959年（第41回大会）           | 平安（京都）                 | 8 - 1                        | 八幡商（滋賀）               |                              |
| 1960年（第42回大会）           | 平安（京都）                 | 3 - 1                        | 八幡商（滋賀）               |                              |
| 1961年（第43回大会）           | 山城（京都）                 | 3 - 2                        | 近江（滋賀）                 |                              |
| 1962年（第44回大会）           | 平安（京都）                 | 13 - 2                       | 八幡商（滋賀）               |                              |
| 1964年（第46回大会）           | 平安（京都）                 | 11 - 2                       | 比叡山（滋賀）               |                              |
| 1965年（第47回大会）           | 京都商（京都）               | 5 - 3                        | 長浜北（滋賀）               |                              |
| 1966年（第48回大会）           | 平安（京都）                 | 5 - 0                        | 伊香（滋賀）                 |                              |
| 1967年（第49回大会）           | 守山（滋賀）                 | 1 - 0                        | 平安（京都）                 |                              |
| 1969年（第51回大会）           | 平安（京都）                 | 2 - 1                        | 比叡山（滋賀）               | 延長11回                     |
| 1970年（第52回大会）           | 平安（京都）                 | 3 - 0                        | 比叡山（滋賀）               |                              |
| 1971年（第53回大会）           | 比叡山（滋賀）               | 2 - 0                        | 宮津（京都）                 |                              |
| 1972年（第54回大会）           | 膳所（滋賀）                 | 5 - 1                        | 西舞鶴（京都）               |                              |